# Детмар Любекский
Детмар Любекский (нем. Detmar von Lübeck, ум. 1395) — любекский хронист, монах-францисканец, один из авторов городской хроники Любека, составлявшейся на нижнесаксонском диалекте средневерхнемецкого языка.

## Биография
С 1368 по 1380 год был чтецом в любекском монастыре Св. Екатерины, а по состоянию на 1394 год был членом Конвента, получив эту должность, вероятно, в январе 1385 года. Ни точная дата его рождения, ни какие-либо иные подробности его биографии неизвестны.
В конце своей хроники Детмар сообщает, что два ратмана Любека, Томас Муркерке и Герман Ланге, в 1385 году поручили ему продолжить городскую хронику, которая после смерти городского писаря и хрониста Йоханнеса Роде не велась уже 36 лет (древнейшая любекская городская хроника, которая предположительно велась с начала XIV века, утрачена). События в хронике начинались 1105 годом, Детмар же довёл её до 1395 года, осветив при этом события начиная с 1150 года. По его собственным словам, он не просто дополнил городскую летопись, но и сверил её записи со всемирными хрониками. Детмар также включил в неё краткую историю конфликтов Любека и местных монастырей со светским духовенством при князе-епископе Бурхарде фон Серкене (1276—1317). 
Впоследствии Любекская хроника была доведена анонимными хронистами — о которых известно лишь то, что все они, как и Детмар, были францисканцами, — до 1482 года, после чего работа над ней прекратилась вследствие внутренних беспорядков и постоянных внешних войн. В XVI веке хронику вновь продолжили анонимные летописцы, доведя её до правления бургомистра Вулленвевера (1533—1535).
По мнению русского историка Георгия Форстена, хроника Детмара, будучи написанной современником части изложенных в ней событий, имеет первостепенную важность для эпохи до подписания Кальмарской унии. В частности, в ней точно и полно изложены история Эриха Менведи, его борьба с архиепископом Иоанном, история Вальдемара IV, борьба Маргариты с Альбрехтом. На страницах словаря Детмару была дана следующая оценка: «достоинства его — беспристрастие и объективность; субъективные взгляды автора, очень редко выражаемые, всегда справедливы. Хотя и монах, он часто бичует недостатки духовенства, наравне с недостатками светских князей».
Во введении к хронике Детмаром были указаны некоторые её источники, в частности, «Зерцало истории» (лат. Speculum historiale) Винсента из Бове, первоначальная городская хроника Любека, хроника Райхона, а также безымянная вендская хроника; «andere boke», цитируемая им при изложении событий 1258 года, предполагается идентичной гамбургским хроникам. Хроника Детмара послужила одним из основных источников для «Chronica novella» Германа Корнера. Сохранившаяся всего в двух рукописях, она впервые была издана в 1829—1830 годах Ф. Х. Граутоффом в Гамбурге.